# People's Choice Awards per la serie TV commedia
Il People's Choice Award alla serie TV commedia favorita (Favorite Network TV Comedy) è un premio televisivo assegnato annualmente.

## Albo d'oro

### Anni 1990-1999
- 1990
  - I Robinson
- 1991
  - Cin cin
- 1992
  - I Robinson
- 1993
  - Quell'uragano di papà
- 1994
  - Quell'uragano di papà
- 1995
  - Quell'uragano di papà
- 1996
  - Seinfeld
- 1997
  - Seinfeld
- 1998
  - Seinfeld
- 1999
  - Frasier
  - Seinfeld

### Anni 2000-2009
- 2000
  - Friends
- 2001
  - Friends
- 2002
  - Friends
- 2003
  - Friends
- 2004
  - Friends
- 2005
  - Will & Grace
  - Tutti amano Raymond
  - That '70s Show
- 2006
  - Tutti amano Raymond
  - That '70s Show
  - I Simpson
- 2007
  - Due uomini e mezzo
  - The King of Queens
  - My Name Is Earl
- 2008
  - Due uomini e mezzo
  - The King of Queens
  - My Name Is Earl
- 2009
  - Due uomini e mezzo
  - Samantha chi?
  - Ugly Betty
- 2010
  - The Big Bang Theory
  - Desperate Housewives
  - How I Met Your Mother
  - The Office
  - Due uomini e mezzo
- 2011
  - Glee
  - The Big Bang Theory
  - How I Met Your Mother
  - Modern Family
  - Due uomini e mezzo
- 2012
  - How I Met Your Mother
  - The Big Bang Theory
  - Glee
  - Modern Family
  - Due uomini e mezzo
- 2013
  - The Big Bang Theory
  - Glee
  - How I Met Your Mother
  - Modern Family
  - New Girl
- 2014
  - The Big Bang Theory
  - 2 Broke Girls
  - Glee
  - How I Met Your Mother
  - Modern Family
- 2015
  - The Big Bang Theory
  - 2 Broke Girls
  - Modern Family
  - Mom
  - New Girl
- 2016
  - The Big Bang Theory
  - 2 Broke Girls
  - Mike & Molly
  - Modern Family
  - New Girl
- 2017
  - The Big Bang Theory
  - Black-ish
  - Jane the Virgin
  - Modern Family
  - New Girl
- 2018
  - Orange Is the New Black
  - The Big Bang Theory
  - Black-ish
  - The Good Place
  - Modern Family
- 2019
  - The Big Bang Theory
  - The Good Place
  - Grown-ish
  - Modern Family
  - Orange Is the New Black
  - Saturday Night Live
  - Schitt's Creek
  - Veep - Vicepresidente incompetente
- 2020
  - Non ho mai...
  - Amiche per la morte - Dead to Me
  - The Good Place
  - Grown-ish
  - Insecure
  - Modern Family
  - Saturday Night Live
  - Schitt's Creek
- 2021
  - Non ho mai...
  - Brooklyn Nine-Nine
  - Grown-ish
  - Only Murders in the Building
  - Saturday Night Live
  - Ted Lasso
  - The Upshaws
  - Young Rock
- 2022
  - Abbott Elementary
  - Black-ish
  - Non ho mai...
  - Only Murders in the Building
  - Saturday Night Live
  - La donna nella casa di fronte alla ragazza dalla finestra
  - Young Rock
  - Young Sheldon